# Parthenoserica sulcata
Parthenoserica sulcata är en skalbaggsart som beskrevs av Brenske 1900. Parthenoserica sulcata ingår i släktet Parthenoserica och familjen Melolonthidae.
Artens utbredningsområde är Madagaskar. Inga underarter finns listade i Catalogue of Life.